# Plaza Juan José Baz
La plaza Juan José Baz, también conocida con La aguilita, está ubicada en la Colonia Centro de la Ciudad de México, entre las calles de Mesones y Misioneros, dentro del barrio de la Merced, y es famosa porque se dice que fue ahí donde los aztecas hallaron al águila comiendo una serpiente; el signo esperado que señalaba que ese era el lugar para establecerse, con lo que más tarde se fundó Tenochtitlán.

## Descripción
La plaza cuenta con una fuente central en la que se localiza una columna y sobre ella un águila con una serpiente en el pico, símbolo nacional mexicano, cuarenta y dos águilas de todos los escudos nacionales creados en cerámica Talavera poblana, además de áreas verdes y jardineras y, rodeada por una serie de locales comerciales. Por muchos años fue utilizada como estacionamientos de las casas cercanas y de camiones de carga utilizados por comerciantes de La Merced.
En la esquina de Misioneros y la plaza se lee una placa antigua de nomenclatura con el nombre “puente de curtidores”. 
En una época muy antigua, en esta zona de la Ciudad de México se ubicaba el mayor centro de actividad de curtido de pieles
En los alrededores de la plaza se encuentran lugares comerciales emblemáticos de la zona como el Café Bagdad, y muy cerca la Casa Talavera.

## Historia

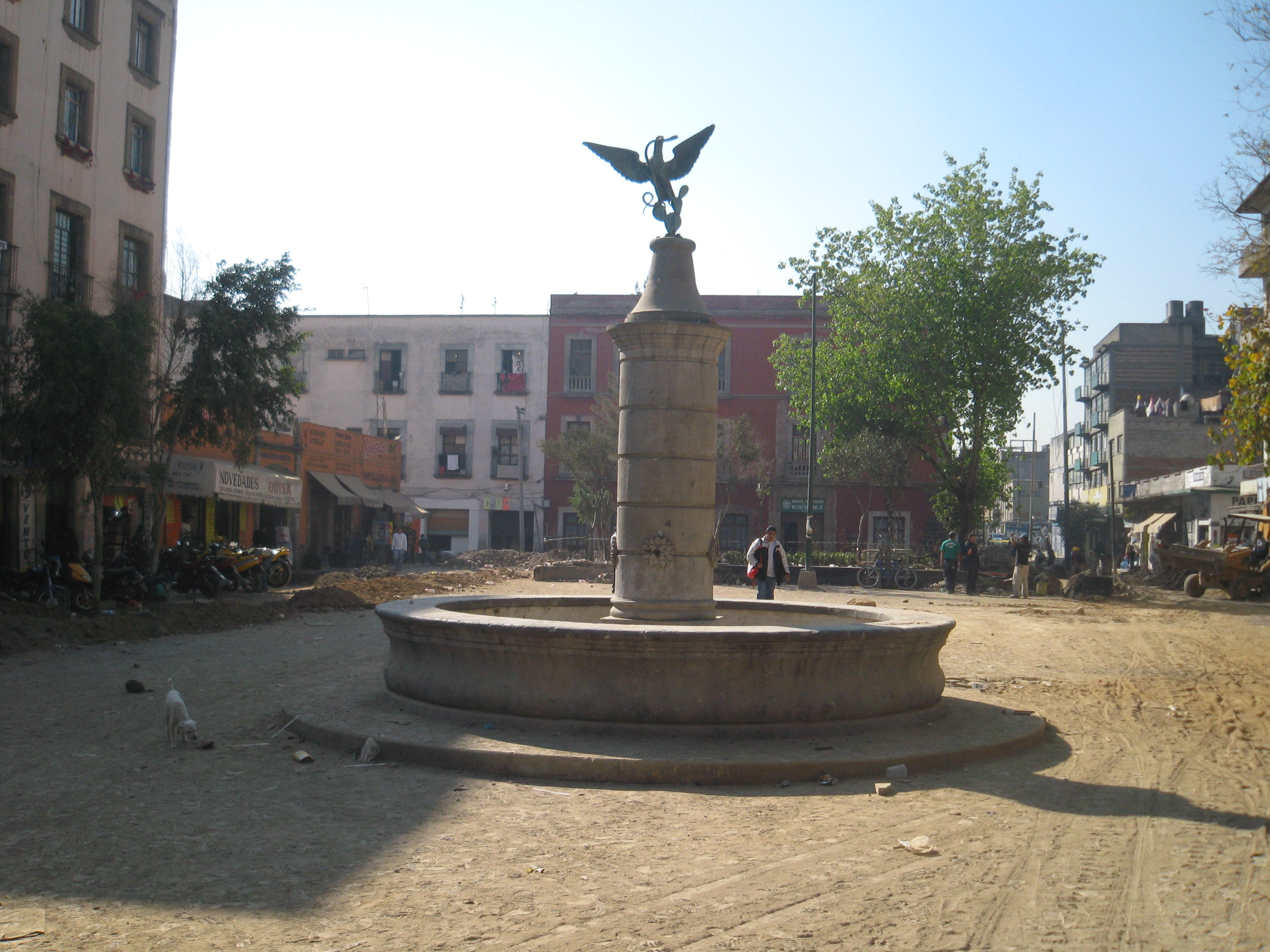
La plaza durante su remodelación en 2009

Nombrada con el nombre del gobernador liberal Juan José Baz, un defensor de la desamortización de los bienes eclesiásticos; el 20 de marzo de 1868, fue mandada a hacer una lápida que decía: plaza de Juan José Baz
El nombre de Aguilita, se debe a la existencia de una fuente con el símbolo fundacional, que para algunos, colocada desde el siglo XV con presencia hasta el XVIII, para otros, parte del nuevo paisaje urbano citadino post independentista, hay quien dice que había una fuente igual en la plaza mayor y otra en la plaza de Santo Domingo. Hace algunos años, con el apoyo de la Casa Talavera de la UACM se colocó una réplica en este sitio y otra en el callejón Leandro Valle, junto a la plaza Santo Domingo, ambas copias se encuentran en custodia del Museo Nacional de Historia.
Una de las intervenciones del gobierno fue colocar jardineras decoradas con mosaicos que muestran una interesante gama de la historia del símbolo representativo de la nación.
En los últimos años ha sido restaurada por las autoridades de las delegaciones de Cuauhtémoc y del Centro Histórico, donde se recuperó el alumbrado público en un 80 por ciento y se realizaron podas para dar más visibilidad y seguridad.